# Musée de l'Indépendance
Le Musée de l'Indépendance (polonais : Muzeum Niepodległości) est un musée qui se trouve à Varsovie, en Pologne. Il a été inauguré en 1990 et comporte deux sections: le Mausolée de la Lutte et du Martyre et le Musée de la prison Pawiak.